# 芒特卡本 (伊利諾伊州)
芒特卡本（英語：Mount Carbon）是位於美國伊利諾伊州傑克遜縣的一個非建制地區。該地的面積和人口皆未知。

## 地理
芒特卡本的座標為37°45′07″N 89°19′16″W / 37.75194°N 89.32111°W，而該地的平均海拔高度為147米（即482英尺）。